# Masacre de Riohacha de 2023
La masacre de Riohacha, que tuvo lugar el 21 de mayo de 2023, fue un evento trágico que impactó profundamente a la comunidad del corregimiento de Pelechúa, en la zona rural de Riohacha, La Guajira, Colombia.
Durante este suceso, cinco personas fueron encontradas desmembradas y colocadas en sacos en la vía pública cerca del río Tapia. 

## Contexto del conflicto
Este acto de violencia se enmarca en el contexto del conflicto armado en Colombia, donde diversos grupos armados ilegales continúan disputándose el control territorial y las actividades ilícitas.

## Investigaciones
Las autoridades están llevando a cabo investigaciones para identificar a las víctimas y a los responsables.
La investigación ha resultado compleja debido a la brutalidad del crimen.
Se manejan varias hipótesis, incluida la posible participación de grupos armados ilegales en la región.

## Procedimientos judiciales
Tras la masacre, las autoridades han intensificado sus esfuerzos para esclarecer los hechos y llevar a los responsables ante la justicia.
Se han realizado operativos en la zona para recopilar pruebas y testimonios que puedan ayudar a identificar a los perpetradores.
A pesar de la cooperación de la comunidad local, el miedo y la incertidumbre persisten debido a la violencia en la región.
El caso sigue en desarrollo, y las autoridades han prometido redoblar esfuerzos para garantizar la seguridad y justicia para las víctimas y sus familias.